# Basso continuo

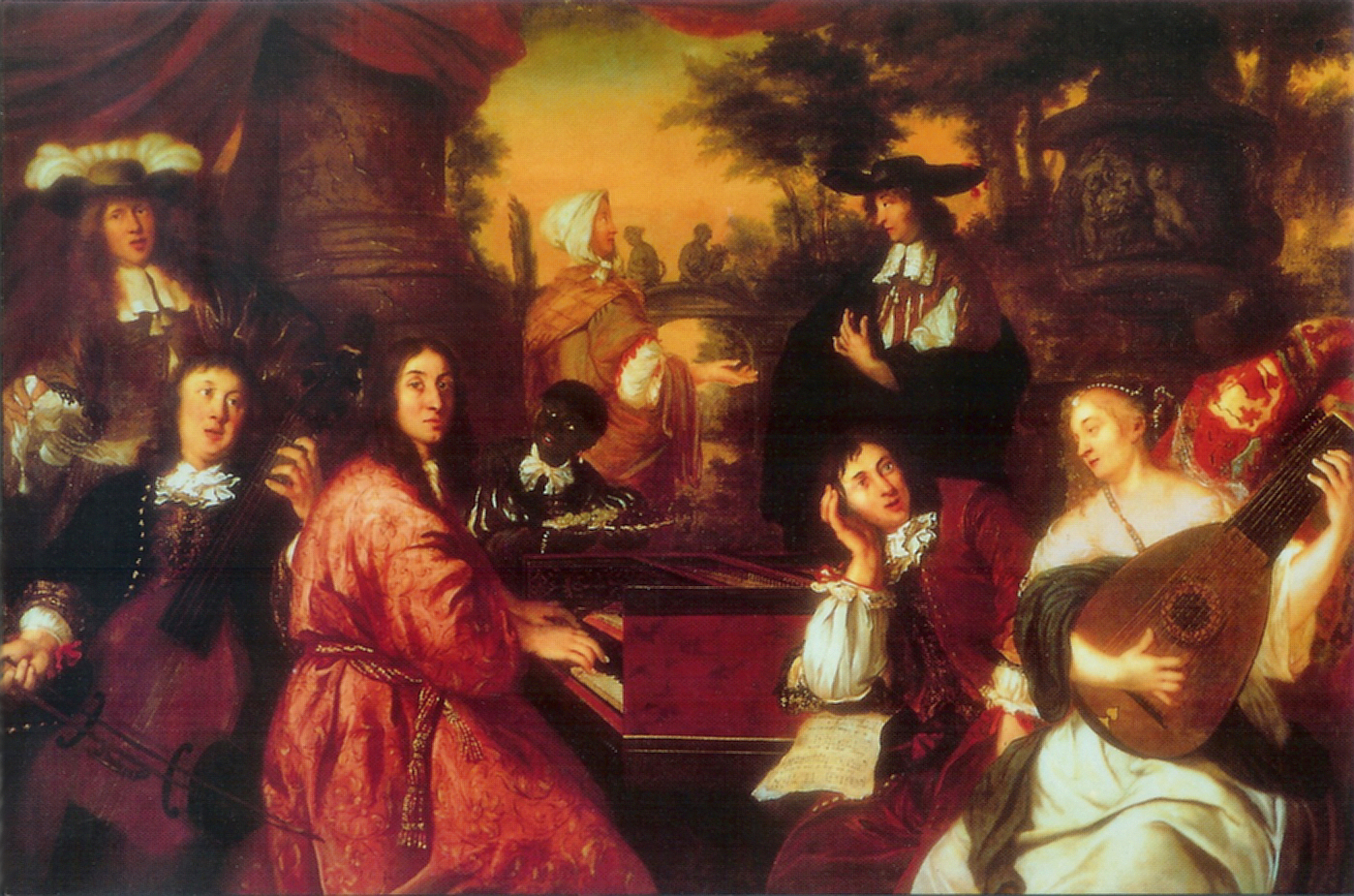
Tablou alegoric în care sunt reprezentate trei instrumente utilizate în basso continuo: viola da gamba, clavecin și lăută

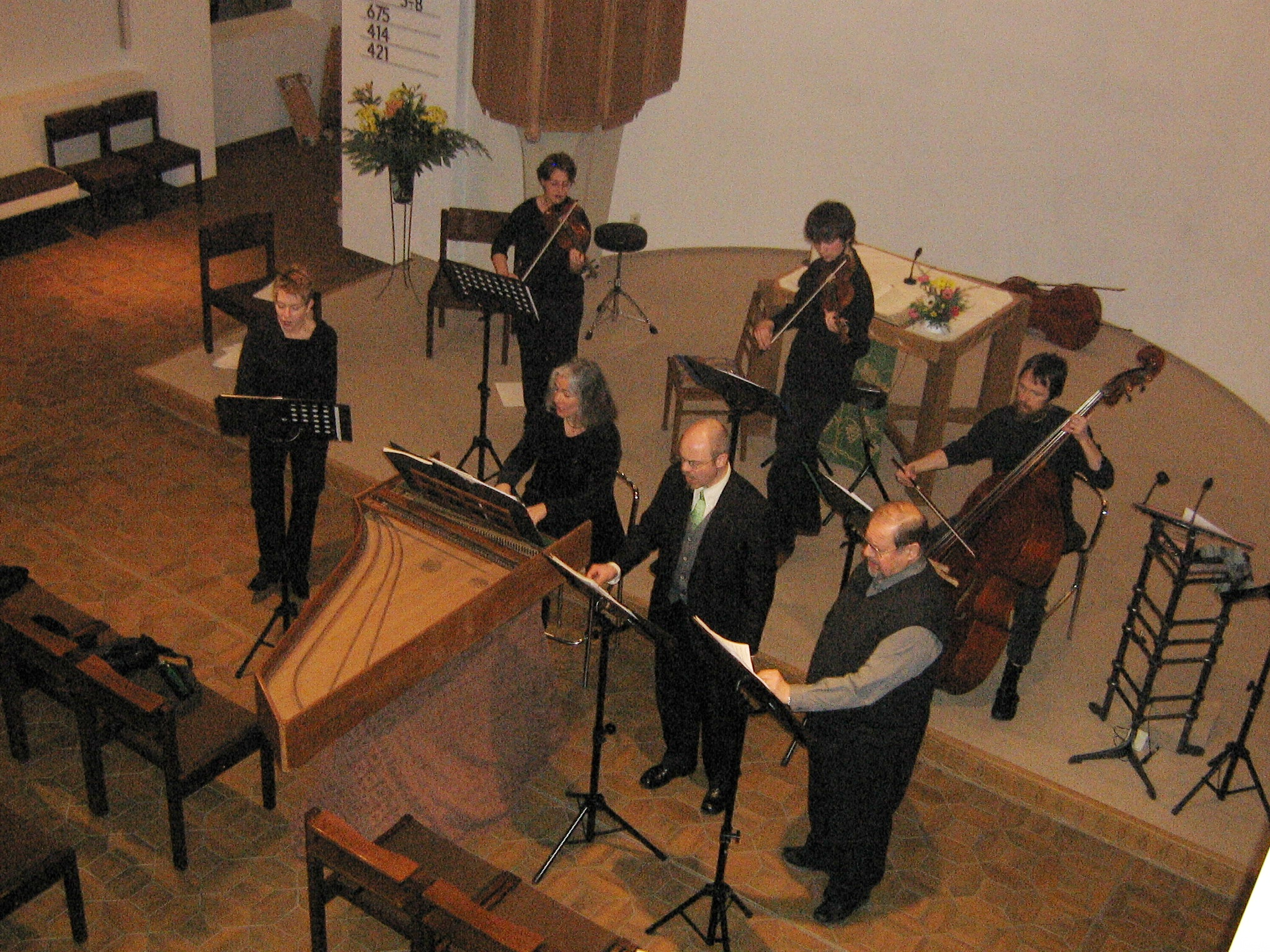
Basso continuo (clavecin și contrabas) acompaniază un grup vocal

Basso continuo, sau basso cifrato, este locul din partitură în care este notată linia muzicală cea mai gravă dintr-o compoziție. El a fost utilizat în toate genurile muzicale, dar mai ales în muzica barocă, de la începutul secolului al XVI-lea până la sfârșitul secolului al XVIII-lea, și constituia fundamentul și scheletul armonic al muzicii. În basso continuo este notată în formă sintetică, pe un singur portativ, partea care revine instrumentelor specifice, ca orgă, clavecin, harpă, viola da gamba, lăută etc. În practică, alte instrumente grave, fie cu coarde (violoncel, contrabas), fie de suflat din lemn (fagot) sau alamă (trombon) îi pot dubla linia.